# Kawachi (Ibaraki)
Kawachi (河内町, Kawachi-machi) est un bourg du district d’Inashiki, dans la préfecture d'Ibaraki, au Japon.

## Géographie

### Démographie
Au 1er novembre 2014, la population de Kawachi s'élevait à 9 329 habitants répartis sur une superficie de 44,32 km2.

## À voir aussi